# Myodermum consobrinum
Myodermum consobrinum är en skalbaggsart som beskrevs av Hermann Julius Kolbe 1914. Myodermum consobrinum ingår i släktet Myodermum och familjen Cetoniidae. Inga underarter finns listade i Catalogue of Life.